# Sylwia Krzemińska
Sylwia Anna Krzemińska (ur. 1976 w Głogowie) – polska pielęgniarka, specjalizująca się w medycynie społecznej; nauczyciel akademicki związana z Uniwersytetem Medycznym we Wrocławiu oraz Wyższą Szkołą Medyczną w Kłodzku i rektor tej ostatniej uczelni od 1 października 2023 roku.

## Biografia
Pochodzi z Głogowa, gdzie kolejno ukończyła szkołę podstawową, a następnie w 1995 roku Liceum Medyczne uzyskując tytuł zawodowy pielęgniarki dyplomowanej. Tam też zdała egzamin dojrzałości. Niedługo potem rozpoczęła studia na Akademii Medycznej im. Piastów Śląskich we Wrocławiu, zakończone w 1999 roku zdobyciem tytułu magistra pielęgniarstwa. Dodatkowo w 2000 roku ukończyła studia podyplomowe z zakresu zarządzania i finansów w ochronie zdrowia na Wyższej Szkole Zarządzania i Finansów we Wrocławiu. 
Bezpośrednio po ukończeniu studiów na Wydziale Pielęgniarskim Akademii Medycznej we Wrocławiu w 1999 roku podjęła pracę w Samodzielnym Publicznym Szpitalu Klinicznym nr 1 we Wrocławiu, gdzie pracowała na Oddziale Anestezjologii i Intensywnej Terapii. W 2004 roku rozpoczęła pracę naukowo-dydaktyczną na Wydziale Zdrowia Publicznego Akademii Medycznej we Wrocławiu jako asystent w Zakładzie Pielęgniarstwa Internistycznego w Katedrze Pielęgniarstwa Klinicznego, a od 2009 roku kontynuowała zatrudnienie w nowo powstałym Zakładzie Pielęgniarstwa Anestezjologicznego i Intensywnej Opieki na tej samej uczelni. 
W 2005 roku uzyskała stopień naukowy doktora nauk medycznych na macierzystej uczelni na podstawie pracy pt. Ocena zmian jakości życia u osób w wieku podeszłym po operacjach kardiochirurgicznych, której promotorem był prof. Tomasz Hirnle. W 2009 roku awansowała na stanowisko adiunkta. Była członkiem Wydziałowej Komisji Rekrutacyjnej oraz Komisji Egzaminacyjnej do przeprowadzenia egzaminu dyplomowego na kierunku Pielęgniarstwo na studiach I stopnia i Wydziałowej Komisji Programowej na Kierunku Pielęgniarstwo. Od 2021 roku pełniła obowiązki kierownika, a od 2022 roku kierownika w Zakładzie Pielęgniarstwa Anestezjologicznego i Zabiegowego Wydziału Nauk o Zdrowiu Uniwersytetu Medycznego we Wrocławiu. W 2022 roku uzyskała stopień naukowy doktora habilitowanego nauk medycznych na podstawie rozprawy nt. Determinanty jakości życia pacjentów z cukrzycą typu 2. Ponadto posiada specjalizacje w dziedzinach: pielęgniarstwa kardiologicznego (2012), jak i pielęgniarstwa anestezjologicznego i intensywnej opieki (2021). W 2014 roku ukończyła kolejne studia podyplomowe - Menadżer projektu badawczo-rozwojowego na wrocławskiej Wyższej Szkole Bankowej. W 2023 roku zakończyła pracę na wrocławskim Uniwersytecie Medycznym przenosząc się do Wyższej Szkoły Medycznej w Kłodzku, gdzie z dniem 1 września 2023 roku objęła stanowisko rektora. 

## Dorobek naukowy
Jej zainteresowania naukowe związane są z jakością życia ludzi chorych. Początkowo zajmowała się głównie jakością życia pacjentów z chorobami sercowo naczyniowymi, aby przez analizę przyczynowo skutkową dojść do tematyki związanej z cukrzycą jako podłożem wielu chorób, w tym również sercowo-naczyniowych.
Jest ona autorem lub współautorem ponad 150 publikacji, które można podzielić na następujące obszary badawcze:  jakość życia i sprawność funkcjonalna pacjentów z chorobami przewlekłymi,  jakość życia i seksualność pacjentów a cukrzycą, opieka nad pacjentem i praca pielęgniarek w anestezjologii i intensywnej terapii.